# Valerie Wilson Wesley
Pour les articles homonymes, voir Wesley.
Valerie Wilson Wesley, née le 22 novembre 1947 à Willimantic (Connecticut), est une romancière, journaliste américaine, auteure de roman policier et de littérature d’enfance et de jeunesse. Deux de ses romans sont signés du pseudonyme Savanna Welles. Elle écrit également des articles sur le féminisme et la question raciale aux États-Unis.

## Biographie
Elle fait ses études en partie dans un établissement scolaire de Madrid, en Espagne, puis entreprend ses études supérieures à l'université Howard de Washington, une institution qui favorise l’éducation universitaire des Afro-américains, elle y obtient le Bachelor of Arts (licence) en 1970 . Elle y rencontre le futur auteur dramatique Richard Wesley (en) qu’elle épousera quelques années plus tard. Elle s’installe ensuite à New York et elle est acceptée successivement au Bank Street College of Education et à la Columbia University Graduate School of Journalism, où elle obtient deux Masters of Arts (mastère) dont l'un en journalisme. Elle est ensuite rédactrice en chef du magazine Essence et publie de nombreux articles sur le féminisme et la question raciale dans diverses revues américaines,,.
En 1988, elle publie Afro-Bets Book of Black Heroes from A to Z: an introduction to important Black achievers for young readers, un ouvrage en forme d'encyclopédie destiné à présenter aux enfants de grandes figures afro-américaines. 
En 1994, elle amorce la série policière ayant pour héroïne Tamara Hayle, enquêtrice de la police criminelle de Newark, New Jersey. Parce qu’elle est femme et de peau noire, Tamara a dû redoubler d’efforts sans jamais être reconnue à sa juste valeur par ses collègues policiers. C’est pourquoi elle démissionne de son poste pour devenir détective privé. Divorcée, elle élève seule un fils de quinze ans qui supporte mal l’autorité maternelle. La série des enquêtes où elle évolue porte un regard lucide et critique sur la société américaine, et tout particulièrement sur les mœurs de la nouvelle bourgeoisie noire américaine.
Pour les jeunes enfants, Valerie Wilson Wesley crée en 2001 le personnage de  Willimena Thomas, une courageuse petite fille noire de 7 ans qui apprend à trouver des solutions pacifiques pour contrer des ennuis quotidiens de toutes sortes, dont le racisme, à l’école et dans son quartier populaire. 
Valerie Wilson Wesley a également publié des romans psychologiques pour adultes et, pour les adolescents, un récit historique intitulé Freedom's Gifts: a Juneteenth Story (1997) sur la ségrégation raciale au Texas en 1943.

## Œuvre

### Romans

#### SérieTamara Hayle
- (en) When Death Comes Stealing, (Tamara Hayle #1), G.P. Putnam's Sons, 13 juillet 1994, 230 p. (ISBN 978-0-399-13949-9, lire en ligne), Publié en français sous le titre Quand la mort vient, Paris, Librairie des Champs-Élysées, Le Masque no 2280, 1996
- (en) Devil's Gonna Get Him, (Tamara Hayle #2), G.P. Putnam's Sons, 6 juillet 1995, 232 p. (ISBN 978-0-399-14027-3, lire en ligne), Publié en français sous le titre Si le diable l’emporte, Paris, Librairie des Champs-Élysées, Le Masque no 2325, 1997
- (en) Where Evil Sleeps, (Tamara Hayle #3), G.P. Putnam's Sons, 27 août 1996, 232 p. (ISBN 978-0-399-14145-4, lire en ligne),Publié en français sous le titre Danse avec le diable, Paris, Librairie des Champs-Élysées, Le Masque no 2391, 1998
- (en) No Hiding Place, (Tamara Hayle #4), G.P. Putnam's Sons, 1997, 25 août 1997 (ISBN 978-0-399-14318-2, lire en ligne)[6], Publié en français sous le titre À visage découvert, Paris, Édition du Masque, 2000
- (en) Easier to Kill, (Tamara Hayle #5), Wheeler Publishing, 24 août 1998, rééd. 1 juillet 1999, 260 p. (ISBN 978-0-380-72910-4, lire en ligne),
- (en) The Devil Riding, (Tamara Hayle #6), Wheeler Publishing, 5 juin 2000, rééd. 1 août 2001, 260 p. (ISBN 978-1-58724-084-3, lire en ligne),
- (en) Dying in the Dark ((Tamara Hayle #7), One World/Ballantine Books, 2004, rééd. 27 septembre 2005, 248 p. (ISBN 978-0-345-46807-9, lire en ligne),
- (en) Of Blood and Sorrow, (Tamara Hayle #8), One World/Ballantine, 1er janvier 2008, 250 p. (ISBN 978-0-345-49271-5, lire en ligne),

#### SérieOdessa Jones
- (en) A Glimmer of Death, Kensington Publishing Corporation, (prévue) 26 janvier 2021, 240 p. (ISBN 978-1-4967-2778-7),

#### Autres romans non-policiers
- (en) Ain't Nobody's Business If I Do, Avon Books, 1er octobre 1999, 344 p. (ISBN 978-0-380-97703-1, lire en ligne),
- (en) Always True to You in My Fashion, Avon, 1 novembre 2002, rééd. 27 novembre 2007, 372 p. (ISBN 978-0-06-101552-6, lire en ligne),
- (en) Playing My Mother's Blues, Thorndike Press, 2005, rééd. 1 mai 2006, 248 p. (ISBN 978-0-7862-8488-7, lire en ligne),

#### Romans sous le pseudonyme de Savanna Welles
- (en) When the Night Whispers, St. Martin's Press, 5 février 2013, 288 p. (ISBN 978-0-312-67571-4),
- (en) The Moon Tells Secrets, St. Martin's Griffin, 24 mars 2015, 244 p. (ISBN 978-1-250-06116-4),

### Littérature d’enfance et de jeunesse

#### SérieWillimena Thomas
- (en) How to Lose Your Cookie Money (Willimena Rules! #3) (ill. Maryn Roos), Jump At The Sun, 1 septembre 2000, rééd. 1 septembre 2004, 116 p. (ISBN 978-0-7868-5146-1, lire en ligne),
- (en) How to Lose Your Class Pet, (Willimena Rules! #1) (ill. Maryn Roos), Jump At The Sun, 1er novembre 2003, 100 p. (ISBN 978-0-7868-1322-3, lire en ligne),
- (en) How to Fish for Trouble, (Willimena Rules! #2) (ill. Maryn Roos), Jump At The Sun, 14 janvier 2004, 100 p. (ISBN 978-0-7868-1807-5, lire en ligne),
- (en) How to (Almost) Ruin Your School Play, (Willimena Rules! #4) (ill. Maryn Roos), Jump At The Sun, 1er mars 2005, 112 p. (ISBN 978-0-7868-5259-8),
- (en) 23 Ways to Mess Up Valentine's Day, (Willimena Rules! #5) (ill. Maryn Roos), Jump at the Sun, 1er novembre 2005, 100 p. (ISBN 978-0-606-34700-6, lire en ligne),
- (en) How to Face Up to the Class Bully, (Willimena Rules! #6) (ill. Maryn Roos), Jump At The Sun, 1er juin 2007, 116 p. (ISBN 978-0-7868-5525-4, lire en ligne),
- (en) How to Have the Best Kwanzaa Ever, (Willimena Rules! #7) (ill. Maryn Roos), Jump at the Sun, 1er octobre 2008, 96 p. (ISBN 978-1-4231-0037-9),
- (en) Steps to the Best, Worst, Greatest Holiday Ever! ((Willimena Rules! #9), Just Us Books, 15 mars 2015, 68 p. (ISBN 978-1-933491-17-2),

#### Autres romans pour la jeunesse
- (en) Where Do I Go from Here?, Scholastic, 1 janvier 1993, rééd. 1 janvier 1996, 152 p. (ISBN 978-0-590-45607-4, lire en ligne),
- (en) Freedom's Gifts : A Juneteenth Story (ill. Sharon Wilson), Simon & Schuster Children's Publishing, 1er avril 1997, 38 p. (ISBN 978-0-689-80269-0, lire en ligne),

### Autres publications
- (en) Co-écrit Hudson et Wade Hudson, Book of Black Heroes From A to Z : An Introduction to Important Black Achievers, Scholastic, 1 janvier 1992, rééd. 14 mars 2013, 68 p. (ISBN 978-0-940975-02-6, lire en ligne),

## Prix et distinctions
- 1993 : lauréate du Griot Award décerné par la section new-yorkaise de la  National Association of Black Journalists, pour son roman Where Do I Go from Here?[4],
- 1994 : nommée « Auteure de l'année » par le Go Go, Girls book club[4],
- 2000 : lauréate du Award for Excellence in Adult Fiction décerné par l'American Library Association, pour son roman Ain't Nobody's Business If I Do[4],